# موكوفار (الهند)
الموكوفار أهل المناطق الساحلية في تاميل نادو وسريلانكا من الصيادين. ويعيشون كذلك في لكشديب وهي جزء من الجزيرة الهندية.